# Sosna na Sokolicy

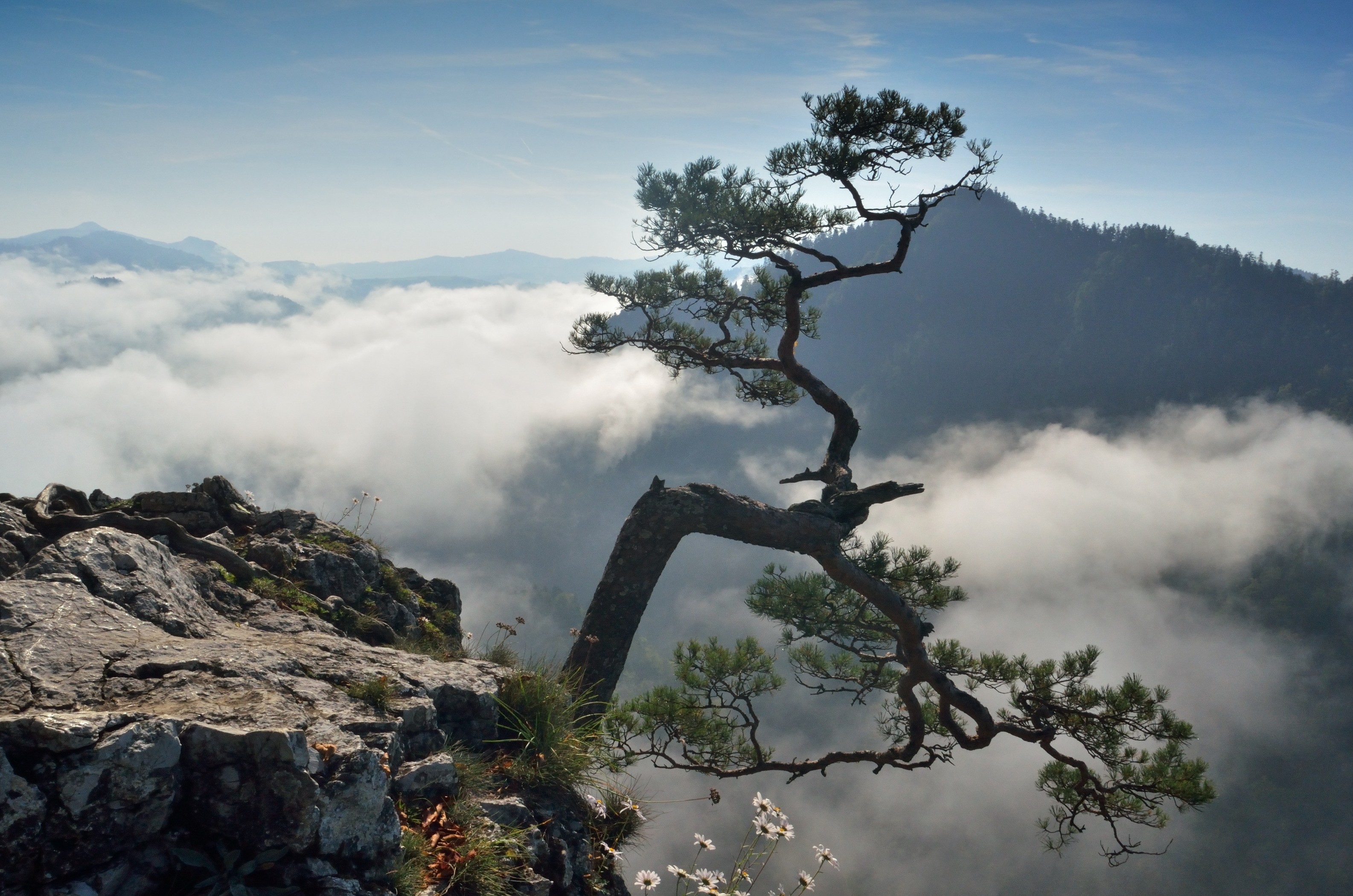
Sosna na szczycie Sokolicy w 2014

Sosna na Sokolicy, sosna na szczycie Sokolicy – licząca ponad 500 lat sosna zwyczajna (Pinus sylvestris) w ekotypie sosny reliktowej rosnąca na szczycie Sokolicy w Pieninach.

## Opis
Dokładny wiek drzewa nie jest znany; nie przeprowadzono badań z obawy przed jego uszkodzeniem. Drzewo jest popularnym motywem na fotografiach i widokówkach. Rośnie dokładnie 0,7 m pod szczytem Sokolicy, powyżej kilkunastu innych sosen reliktowych. Osiągnęło 3 m wysokości, pokrojem bardziej zbliżone jest do sosen japońskich czy koreańskich gatunków.
W 2015 sosna znalazła się w finale konkursu w ramach Święta Drzewa organizowanego przez klub Gaja. Konkurs miał wyłonić najbardziej cenione przez społeczności lokalne drzewo w Polsce.
6 września 2018 sosna została uszkodzona przez śmigłowiec podczas akcji ratunkowej w Pieninach. Korona sosny została odłamana przez pęd powietrza wytworzony przez wirnik nośny, a jej pień rozszczepiony. Gałąź wisiała na kawałku łyka i podjęto decyzję o jej odcięciu. Ranę zabezpieczono środkiem grzybobójczym, co wymagało użycia sprzętu alpinistycznego.
Przyrodnicy z Pienińskiego Parku Narodowego oceniają, że drzewo może obumrzeć. Nie ustalono, czy odłamany konar był pędem głównym, ale z pewnością przez długi czas odgrywał rolę pędu przewodniego
Na odłamanym konarze, którego wiek oszacowano wstępnie na ok. 160 lat, stwierdzono występowanie kilkudziesięciu gatunków epifitów, w tym 21 gatunków porostów, 5 gatunków grzybów nieporostowych, jeden gatunek śluzowca i jeden gatunek mchu. Przebadano również igły sosny i okazały się zdrowe.

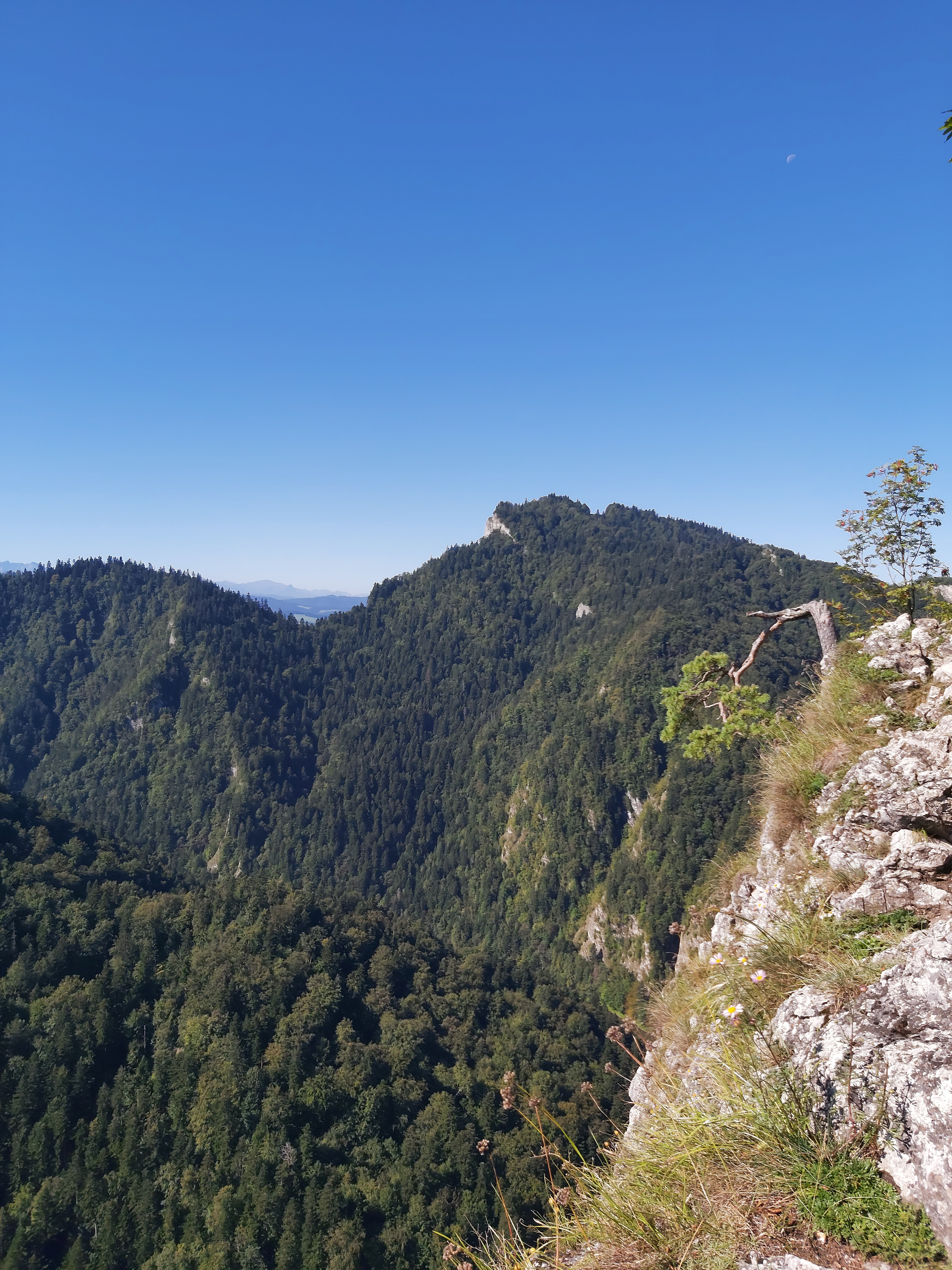
Sosna na szczycie Sokolicy w 2020